# Afrikaspiele 2019/Leichtathletik – Siebenkampf der Frauen
Der Siebenkampf der Frauen bei den Afrikaspielen 2019 fand am 28. und 29. August im Stade Moulay Abdallah in Rabat statt.
Sieben Siebenkämpferinnen aus sieben Ländern nahmen an dem Wettbewerb teil. Die Goldmedaille gewann Marthe Koala mit 5866 Punkten, Silber ging an Kemi Francis mit 5683 Punkten und die Bronzemedaille gewann Nada Charoudi mit 5302 Punkten.

## Rekorde
| Weltrekord        | Jackie Joyner-Kersee | 7291 Punkte | Olympische Spiele in Seoul, Südkorea | 24. September 1988 |
| Rekord der Spiele | Margaret Simpson     | 6278 Punkte | Afrikaspiele in Abuja, Nigeria       | Oktober 2003       |

## Zeitplan
| 28. August   |           |
| 100 m Hürden | 9:30 Uhr  |
| Hochsprung   | 10:15 Uhr |
| Kugelstoßen  | 17:00 Uhr |
| 200 m        | 18:39 Uhr |
| 29. August   |           |
| Weitsprung   | 9:00 Uhr  |
| Speerwurf    | 10:35 Uhr |
| 800 m        | 18:42 Uhr |

## Ergebnisse

### 100 m Hürden
28. August 2019, 9:30 Uhr

Wind: +1,3 m/s
| Platz | Athletin      | Land         | Zeit (s) | Punkte |
| ----- | ------------- | ------------ | -------- | ------ |
| 1     | Marthe Koala  | Burkina Faso | 13,13    | 1105   |
| 2     | Kemi Francis  | Nigeria      | 13,81    | 1005   |
| 3     | Hoda Hagras   | Ägypten      | 14,25    | 943    |
| 4     | Noura Ennadi  | Marokko      | 14,28    | 939    |
| 5     | Nada Charoudi | Tunesien     | 14,39    | 924    |
| 6     | Aminata Bah   | Mali         | 15,21    | 814    |
| 7     | Regina Yeboah | Ghana        | 15,23    | 811    |

### Hochsprung
28. August 2019, 10:15 Uhr
| Platz | Athletin      | 1,35 1,56 | 1,38 1,59 | 1,41 1,62 | 1,44 1,65 | 1,47 1,68 | 1,50 1,71 | 1,53 1,74 | Höhe (m) | Punkte |
| ----- | ------------- | --------- | --------- | --------- | --------- | --------- | --------- | --------- | -------- | ------ |
| 1     | Regina Yeboah | –         | – o       | –         | – o       | – o       | – xo      | – xxx     | 1,71     | 867    |
| 1     | Hoda Hagras   | – o       | – o       | – o       | – o       | – o       | – xo      | o xxx     | 1,71     | 867    |
| 3     | Marthe Koala  | –         | – o       | –         | – o       | – xxo     | – xxx     | –         | 1,68     | 830    |
| 4     | Kemi Francis  | – o       | – o       | – xo      | – xxo     | xo xxx    | o         | o         | 1,65     | 795    |
| 5     | Nada Charoudi | – xo      | – o       | – xxx     | –         | –         | o         | xo        | 1,59     | 724    |
| 6     | Aminata Bah   | – o       | – xxx     | –         | o         | o         | o         | o         | 1,56     | 689    |
| 7     | Noura Ennadi  | o         | o         | xo        | o         | o         | xo        | xxx       | 1,50     | 621    |

| Platz | Athletin | Punkte |
| ----- | -------- | ------ |
| 1     | Koala    | 1935   |
| 2     | Hagras   | 1810   |
| 3     | Francis  | 1800   |
| 4     | Yeboah   | 1678   |
| 5     | Charoudi | 1648   |
| 6     | Ennadi   | 1560   |
| 7     | Bah      | 1503   |

### Kugelstoßen
28. August 2019, 17:00 Uhr
| Platz | Athletin      | 1. Versuch | 2. Versuch | 3. Versuch | Weite (m) | Punkte |
| ----- | ------------- | ---------- | ---------- | ---------- | --------- | ------ |
| 1     | Nada Charoudi | 12,66      | 13,01      | 12,29      | 13,01     | 728    |
| 2     | Marthe Koala  | 12,48      | 12,19      | 12,56      | 12,56     | 698    |
| 3     | Kemi Francis  | 9,71       | 10,16      | 16,96      | 10,96     | 592    |
| 4     | Aminata Bah   | 8,26       | 9,97       | 10,39      | 10,39     | 555    |
| 5     | Aminata Bah   | 9,94       | x          | 10,37      | 10,37     | 554    |
| 6     | Regina Yeboah | x          | 8,80       | 9,32       | 9,32      | 485    |
| 7     | Noura Ennadi  | 8,39       | 8,13       | 6,96       | 8,39      | 425    |

| Platz | Athletin | Punkte |
| ----- | -------- | ------ |
| 1     | Koala    | 2633   |
| 2     | Francis  | 2392   |
| 3     | Charoudi | 2376   |
| 4     | Hagras   | 2364   |
| 5     | Yeboah   | 2163   |
| 6     | Bah      | 2058   |
| 7     | Ennadi   | 1985   |

### 200 m
28. August 2019, 18:39 Uhr
| Platz | Athletin      | Zeit (s) | Punkte |
| ----- | ------------- | -------- | ------ |
| 1     | Kemi Francis  | 24,21    | 961    |
| 2     | Marthe Koala  | 24,67    | 917    |
| 3     | Noura Ennadi  | 25,11    | 877    |
| 4     | Hoda Hagras   | 25,43    | 848    |
| 5     | Regina Yeboah | 25,59    | 833    |
| 6     | Nada Charoudi | 26,10    | 788    |
| 7     | Aminata Bah   | 26,43    | 760    |

| Platz | Athletin | Punkte |
| ----- | -------- | ------ |
| 1     | Koala    | 3550   |
| 2     | Francis  | 3353   |
| 3     | Hagras   | 3212   |
| 4     | Charoudi | 3164   |
| 5     | Yeboah   | 2996   |
| 6     | Ennadi   | 2862   |
| 7     | Bah      | 2818   |

### Weitsprung
29. August 2019, 9:00 Uhr
| Platz | Athletin      | 1. Versuch | 2. Versuch | 3. Versuch | Weite (m) | Punkte |
| ----- | ------------- | ---------- | ---------- | ---------- | --------- | ------ |
| 1     | Marthe Koala  | 6,20       | 6,16       | 5,83       | 6,20      | 912    |
| 2     | Hoda Hagras   | 5,83       | 5,92       | 5,97       | 5,97      | 840    |
| 3     | Nada Charoudi | 5,77       | 5,96       | 5,88       | 5,96      | 837    |
| 4     | Kemi Francis  | 5,78       | 5,76       | 5,62       | 5,78      | 783    |
| 5     | Aminata Bah   | 5,55       | 5,53       | x          | 5,55      | 715    |
| 6     | Noura Ennadi  | 5,15       | 5,32       | 5,28       | 5,32      | 648    |
| 7     | Regina Yeboah | 5,15       | x          | x          | 5,15      | 601    |

| Platz | Athletin | Punkte |
| ----- | -------- | ------ |
| 1     | Koala    | 4462   |
| 2     | Francis  | 4136   |
| 3     | Hagras   | 4052   |
| 4     | Charoudi | 4001   |
| 5     | Yeboah   | 3597   |
| 6     | Bah      | 3533   |
| 7     | Ennadi   | 3510   |

### Speerwurf
29. August 2019, 10:35 Uhr
| Platz | Athletin      | 1. Versuch | 2. Versuch | 3. Versuch | Weite (m) | Punkte |
| ----- | ------------- | ---------- | ---------- | ---------- | --------- | ------ |
| 1     | Nada Charoudi | 39,86      | 44,51      | 40,44      | 44,51     | 754    |
| 2     | Kemi Francis  | 36,74      | 32,85      | 40,83      | 40,83     | 683    |
| 3     | Marthe Koala  | 38,31      | 40,39      | 37,65      | 40,39     | 675    |
| 4     | Hoda Hagras   | 35,81      | 40,17      | x          | 40,17     | 671    |
| 5     | Regina Yeboah | 29,55      | 27,55      | x          | 29,55     | 468    |
| 6     | Aminata Bah   | x          | x          | 29,31      | 29,31     | 464    |
| 7     | Noura Ennadi  | 27,27      | 23,05      | 23,23      | 24,27     | 369    |

| Platz | Athletin | Punkte |
| ----- | -------- | ------ |
| 1     | Koala    | 5137   |
| 2     | Francis  | 4819   |
| 3     | Charoudi | 4755   |
| 4     | Hagras   | 4723   |
| 5     | Yeboah   | 4065   |
| 6     | Bah      | 3997   |
| 7     | Ennadi   | 3879   |

### 800 m
29. August 2019, 18:42 Uhr
| Platz | Athletin      | Zeit (min) | Punkte |
| ----- | ------------- | ---------- | ------ |
| 1     | Kemi Francis  | 2:17,02    | 864    |
| 2     | Noura Ennadi  | 2:18,96    | 838    |
| 3     | Regina Yeboah | 2:22,34    | 792    |
| 4     | Marthe Koala  | 2:27,18    | 729    |
| 5     | Hoda Hagras   | 2:42,07    | 549    |
| 6     | Nada Charoudi | 2:42,25    | 547    |
| 7     | Aminata Bah   | 2:50,49    | 459    |

| Platz | Athletin | Punkte |
| ----- | -------- | ------ |
| 1     | Koala    | 5866   |
| 2     | Francis  | 5683   |
| 3     | Charoudi | 5302   |
| 4     | Hagras   | 5272   |
| 5     | Yeboah   | 4857   |
| 6     | Ennadi   | 4717   |
| 7     | Bah      | 4456   |

## Endplatzierungen
| Platz | Athletin      | Land         | Punkte |
| ----- | ------------- | ------------ | ------ |
|       | Marthe Koala  | Burkina Faso | 5866   |
|       | Kemi Francis  | Nigeria      | 5683   |
|       | Nada Chroudi  | Tunesien     | 5302   |
| 4     | Hoda Hagras   | Ägypten      | 5272   |
| 5     | Regina Yeboah | Ghana        | 4857   |
| 6     | Noura Ennadi  | Marokko      | 4717   |
| 7     | Aminata Bah   | Mali         | 4456   |